# Энеты
Энеты или Генеты (греч. Enetoi/ἐνετοί, лат. Eneti, Heneti, Enete) — народ, населявший область близ Пафлагонии.

## Энеты в произведениях древнегреческих писателей
В «Илиаде» Гомера (ок. 850 г. до н. э.) сообщается, что энеты населяли Пафлагонию в южной части Черного моря во времена Троянской войны (ок. 1200 г. до н. э.). Пафлагонцы упоминаются среди союзников Троянцев в войне, в которой погибли их царь Пилемен и его сын Харпалион. Страбон сообщал, что в его время более не существует энетов в Пафлагонии, и что те энеты, которые не участвовали в обороне Трои, сделались каппадокийцами. Остальные сведения об энетах носят полулегендарный характер.
Энетов упоминал Полибий, но замечал, что «про них составители трагедий сочинили много каких-то басен и рассказывают много диковинного» (II, 17, 5-6). Согласно Страбону (XIII, 1, 53), Софокл был первым из греческих писателей, кто рассказал в не дошедшей до нас трагедии «Взятие Илиона», как зять Приама Антенор со своими сыновьями стал во главе уцелевших энетов и спасся с ними во Фракию, оттуда он их привёл в так называемую Энетику на Адриатическом море.
На этом основании Зенодот Эфесский утверждал, что потомками энетов Пафлагонии являются южные венеты.
Сам Страбон приводит эту же легенду в нескольких местах своей «Географии» (книга I, глава 3, 2; книга XII, глава 3, 8; книга XIII, глава 1, 53): часть энетов во главе с Антенором после падения Трои отправилась во Фракию, а оттуда в страну евганеев на северо-западном берегу Адриатики («в самый дальний угол Адриатики», как выражается Страбон (книга XII, III, 8)).

## Энеты в произведениях древнеримских писателей
Как считал Плиний, мнение о троянском происхождении венетов пустил в ход между римлянами Катон, умерший в 149 году до н. э. Мнение это в дальнейшем разделяли Корнелий Непот, Вергилий, Силий Италик, Юстин, Элиан, Аврелий Виктор и другие.
Вергилий в «Энеиде» добавляет, что в Энетике Антенор основал Патавий (современная Падуя), который, кстати, был родным городом историка Тита Ливия.
«По взятии Трои, — пишет уже сам Ливий, — ахейцы жестоко расправились с троянцами: лишь с двоими, Энеем и Антенором, не поступили они по законам войны — и в силу старинного гостеприимства, и потому что те всегда советовали предпочесть мир и выдать Елену. Обстоятельства сложились так, что Эней с немалым числом энетов, изгнанных мятежом из Пафлагонии и искавших нового места, да и вождя взамен погибшего под Троей царя Пилемена, прибыл в отдалённейший залив Адриатического моря и по изгнании евганеев, которые жили меж морем и Альпами, энеты с троянцами владели этой землёй. Место, где они высадились впервые, зовётся Троей, потому и округа получила имя Троянской, а весь народ называется венеты» (книга I. 1, 1-3).
В своей поэме «Пуника» Силий Италик называет венетского вождя Педиана прямым потомком Антенора, Аммиан Марцеллин пишет, что по преданию, город Энос в Восточной Фракии был основан Энеем (XXVII, 4, 13).

## В средневековой литературе
В дальнейшем легенда об энетах была использована в некоторых средневековых исторических сочинениях, в частности, в анонимной «Книге истории франков» и в сочинении Гийома Жюмьежского «Об обычаях и поступках первых герцогов Нормандии».
В «Книге истории франков» рассказывается, что на берега Дона и болота Меотиды они попали после падения Трои: Приам и Антенор погрузили оставшееся войско, двенадцать тысяч человек, на корабли и провели их к берегам Дона" (1). В сочинении «Об обычаях и поступках первых герцогов Нормандии» Гийом Жюмьежский поминает Антенора уже не как предводителя франков, а готов, под началом которого они после многих странствий дoбрались до Германии и поселились на землях, получивших впоследствии название датской марки (Danamarcam) (4).